# Whetter-Nunatak
Der Whetter-Nunatak ist ein kleiner Nunatak im ostantarktischen Georg-V.-Land. Er ragt 13 km ostnordöstlich des Kap Denison am Ostufer der Commonwealth Bay auf.
Teilnehmer der Australasiatischen Antarktisexpedition (1911–1914) unter der Leitung des australischen Polarforschers Douglas Mawson entdeckten ihn. Mawson benannte ihn nach Leslie Hatton Whetter (1888–1955), dem neuseeländischen Chirurgen bei dieser Forschungsreise.